# Роджер (Dark Horse Comics)
Роджер (англ. Roger) — це вигаданий персонаж з коміксів про Хеллбоя від видавництва Dark Horse Comics, якого придумав художник та сценарист Майк Міньйола. Вперше з'являється в коміксі Hellboy: Wake the Devil. 

## Біографія
Роджера знайшли Ліз Аллан, Бад Валлер і Сідні Ліч в замку Чеге, Румунія. Його оживила Ліз, коли торкнулася до отвору в його грудях. Оживши, здивований гомункул вбив Бада і втік. Після повернення Ліз з завдання, всі зрозуміли, що гомункул витягнув з неї всю енергію. Хеллбой і Кейт Корріган відправилися на його пошуки. В цей же час гомункул молив Бога, щоб той убив його. Гомункула знаходить його «старший брат» і пропонує йому підкорити світ.
Старший запропонував брату злитися в одне велетенське тіло і знищити людство. Старший піймав Кейт Корріган, коли вона знайшла гомункулів. Хеллбой намагався зупинити велетня, але нічого в нього не вийшло і в бій пішов менший гомункул. Він використав сили Ліз, щоб спалити брата і врятувати Кейт. По дорозі до штабу Б.П.Р.О. червоний дав гомункулу ім'я Роджер. Прибувши на базу, з Роджера витягнули енергію і вилікували Ліз, а гомункул заснув на три роки.
Через три роки Роджера воскресили вчені з Бюро, використавши велику кількість електрики. У той же час вони встановили в нього бомбу для непередбачуваних подій. Хеллбой і Роджер відправилися на нове завдання - зупинити таємний план Германа Фон Клемпта. В замкові агенти дізналися, що Клемпт намагається привести на планету "Хробака-Переможця", який знищить все людство. Коли "Хробак" прибуває на Землю, Роджер поглинає його і вбиває Германа. Гомункула рятує привид Лобстера Джонсона, вигнавши "Переможця".

## Сили та можливості
- Надлюдська сила та витривалість - будучи гомункулом, Роджер дуже сильний і витриваліший за будь-яку людину.
- Невразливість до вогню

## Див. Також
- Хеллбой
- Ейб Сапієн
- Йоганн Краус